# Alphanodavirus
El alfanodavirus es un género de virus de ARN de cadena positiva sin envoltura de la familia Nodaviridae. Los insectos, mamíferos y peces sirven como huéspedes naturales. Las enfermedades asociadas con este género incluyen: Parálisis por virus Nodamura en larvas de polilla de cera infectadas. Los virus miembros también pueden provocar parálisis y muerte en ratones lactantes y hámsteres lactantes. Hay cinco especies en este género, incluida la especie tipo virus Nodamura.

## Estructura

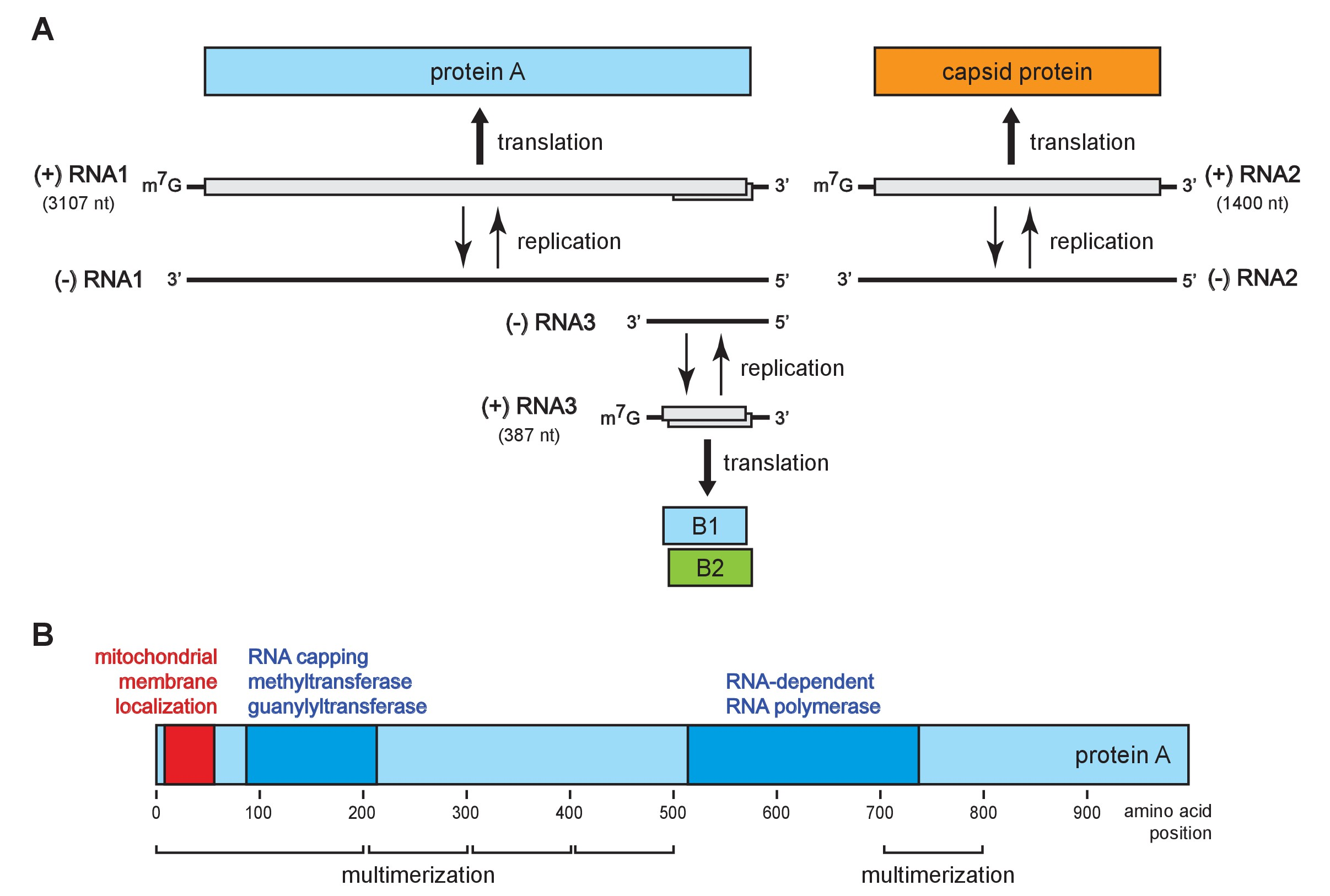
Genoma del virus Flock House y mapa funcional de la proteína A replicasa.

Los virus del género Alphanodavirus no tienen envoltura, tienen geometrías icosaédricas y simetría T=3. El diámetro ronda los 30 nm. Los genomas son lineales y segmentados, bipartitos, de alrededor de 21,4kb de longitud.

## Ciclo vital
La replicación viral es citoplasmática. La entrada en la célula huésped se logra mediante la penetración en la misma. La replicación sigue el modelo de replicación del virus de ARN de cadena positiva. La transcripción de virus de ARN de cadena positiva, utilizando el modelo de iniciación interno de la transcripción de ARN subgenómico, es el método de transcripción. Los virus miembros se liberan por lisis de la célula huésped infectada. Los insectos, mamíferos y peces sirven como hospedadores naturales.

## Taxonomía
El género tiene cinco especies:
- Virus del escarabajo negro
- Virus boolarra
- Virus Flock House
- Virus de Nodamura
- Virus Pariacoto